# I Miss the Hip Hop Shop
I Miss the Hip Hop Shop è un album in studio del rapper statunitense Proof, pubblicato nel 2005 dalla Iron Fist Records.

## Tracce
1. Intro – 1:05
2. E And 1 Equel None – 2:53 (musica: Kareem Riggins)
3. Yzark – 2:53 (musica: Essman)
4. Derty Harry – 3:38
5. People Hi For Change – 2:04 (musica: Amp Fiddler, Greg C. Brown)
6. Neil Armstrong – 4:22
7. Broken (feat. Journalist, Mu) – 4:24 (musica: House Shoes)
8. Shake Dat Donkey – 3:30
9. Runnin' Yo! Mouth (feat. Fatt Father, T-Flame) – 3:57 (musica: Stacey)
10. Skit: Dolo Speaks 2 – 1:16
11. Know Ya! Name (feat. 1st Born) – 2:45 (musica: Davina)
12. Play With Myself – 0:40 (musica: DJ Premier)
13. You Know How 2 (feat. Famous) – 3:28 (musica: Denaun Porter)
14. It Ain't About Tha – 2:43
15. Cross Tha' Line – 3:00 (musica: Reef)
16. Bring It 2 Me (feat. Jay Dee) – 3:10 (musica: Killa Khann)
17. Ja In A Bra' – 3:39
18. Nowhere Fast (feat. Dogmatic) – 3:21
19. Love Letters – 2:56 (musica: DJ DDT-Da Busta)